# Ngòi Xan
Ngòi Xan hay suối Quang Kim là phụ lưu của sông Hồng, chảy ở huyện Bát Xát tỉnh Lào Cai, Việt Nam .
Ngòi Xan dài 28 km, diện tích lưu vực 171 km² 

## Dòng chảy
Ngòi bắt đầu từ hợp lưu các suối ở các xã Ngũ Chỉ Sơn và Phìn Ngan, chảy hướng đông bắc. Đoạn đầu còn có tên suối Phìn Hồ 22°24′10″B 103°47′32″Đ / 22,402744°B 103,792167°Đ.
Đến xã Quang Kim suối còn có tên suối Quang Kim, và đổ vào sông Hồng  22°31′37″B 103°55′56″Đ / 22,526907°B 103,932263°Đ.

## Chỉ dẫn
1. ↑  Trong tiếng Việt thì "Ngòi" đã có nghĩa là sông, suối.